# Жалтир (Астраханський район)
Жалти́р (каз. Жалтыр) — село у складі Астраханського району Акмолинської області Казахстану. Адміністративний центр Жалтирського сільського округу.
Населення — 3552 особи (2021; 4804 у 2009, 5203 у 1999, 6177 у 1989).
У радянські часи село мало статус селища міського типу.